# Université du Texas à Dallas
L’université du Texas à Dallas (University of Texas at Dallas en anglais), souvent nommée UT Dallas ou simplement UTD, est une université américaine située dans la ville de Richardson (près de Dallas) au Texas, États-Unis. Elle fait partie de l’université du Texas, système d’enseignement secondaire public comprenant plusieurs universités et centres de recherche.
À l’origine un centre de recherche et de formation fondé par Texas Instruments dès 1961, l’université acquiert officiellement son statut d’institution publique en 1969. En 2010, on y dénombre un peu plus de 17 000 étudiants répartis dans 145 filières différentes.

## Historique

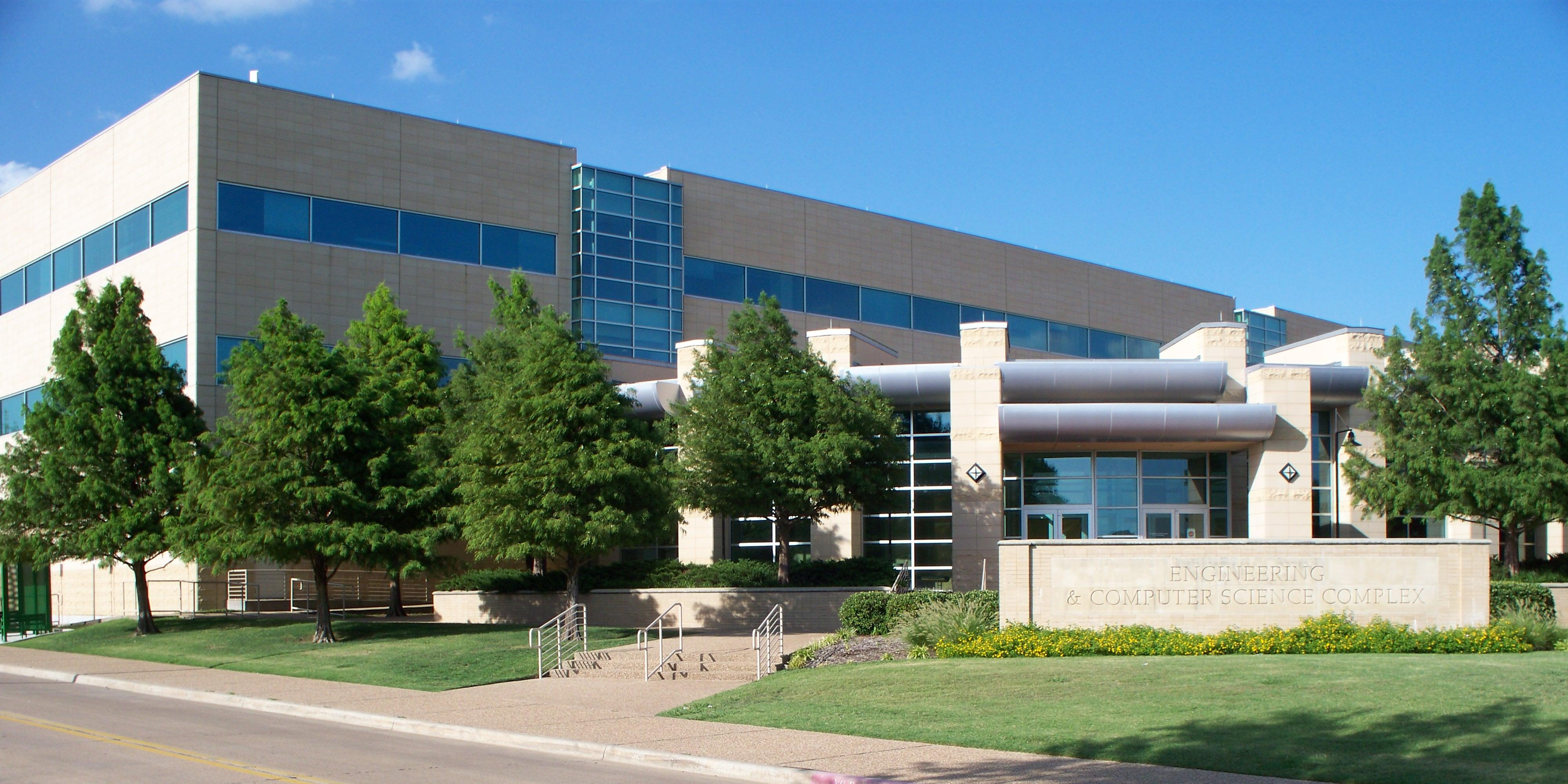
Complexe d'Ingénierie et d'Informatique (Université du Texas à Dallas)

L’université du Texas à Dallas était à l’origine un centre de recherche et d’enseignement privé, le Graduate Research Center of the Southwest, créé en 1961 par les fondateurs de Texas Instruments : Eugene McDermott, Cecil Howard Green et J. Erik Jonsson. Ces derniers estimaient en effet que les étudiants formés par les institutions du Texas n’étaient à l’époque pas assez qualifiés dans le domaine des nouvelles technologies pour leur entreprise. Puis, suivant des recommandations internes de l’État, l’université du Texas à Dallas est officiellement fondée le 13 juin 1969 par le gouverneur Preston Smith.
L’établissement croît alors rapidement, tant en taille qu’en nombre d’écoles et d’organismes de recherche – historiquement, la recherche y occupe une place importante. D’abord réservée uniquement aux doctorats, l’université ouvre en 1975 les premières filières graduates et undergraduates. Les années 80 voient de nettes évolutions dans la vie étudiante, avec par exemple la rédaction du journal étudiant UTD Mercury en 1980, la création de l’association des anciens étudiants en 1982 ou, plus tard en 1995, l’instauration d’un festival de musique nommé « Sounds of Class ». En 1998, l’université entre également dans l’American Southwest Conference, conférence sportive universitaire de la NCAA.
Dans les années 2000, l’université engage divers travaux d’agrandissement et de diversification des enseignements. En 2001 s’ouvre également un institut dédié aux nanotechnologies. En 2010, elle est classée parmi les 300 à 400 meilleures universités du monde par le classement académique des universités mondiales, et 143e aux États-Unis par l’hebdomadaire U.S. News & World Report.

## Composantes
L’université du Texas à Dallas est structurée autour de sept écoles (pour 145 filières au total) recouvrant chacune un thème général d’enseignement, qui sont : arts et lettres, sciences comportementales et sociales, ingénierie et d’informatique, économie, sciences politiques et d’évaluation des politiques, sciences naturelles et mathématiques, interdisciplinarité et enfin management. Chaque école délivre des diplômes universitaires de cycle undergraduate, graduate et doctoral.

## Campus
Le campus principal de l’université s’étend sur 1,88 km² sur la commune de Richardson, mais plusieurs bâtiments se trouvent dans la ville de Dallas même.

## Personnalités liées à l'université

### Présidents
- Francis S. Johnson (1969–1971)
- Bryce Jordan (1971–1981)
- Alexander L. Clark (1981–1982)
- Robert Rutford (1982–1994)
- Franklyn Jenifer (1994–2005)
- David Daniel (2005–2015)
- Richard C. Benson (depuis 2016)

### Professeurs
- Johanna Drucker, historienne et philosophe de l'art

### Étudiants
Parmi les anciens étudiants de l’université, les plus fameux se trouvent les prix Nobel de physique Russell Alan Hulse et Polykarp Kusch, le prix Nobel de chimie Alan MacDiarmid, le géographe Brian Berry, l’astronaute James F. Reilly, II ou encore le poète Frederick Turner.